# Sippelmühle
Sippelmühle ist ein Gemeindeteil der Gemeinde Deining im Landkreis Neumarkt in der Oberpfalz.

## Lage
Die Mühle liegt im Oberpfälzer Jura im Tal der Weißen Laber südlich des Gemeindesitzes.

## Geschichte
1424 ist in einem Kaufbrief des Klosters Kastl die Mühle „unterm Sternberg“ genannt. Sie wurde Sengersmühle genannt und war 1460 im Besitz eines Ulrich Sippel.
1554 führte die Kurpfalz für die Pfarrei Waltersberg, zu der die Mühle gehörte, die Reformation ein, 1627 erfolgte die Gegenreformation.
1522 tauschte Pfalzgraf Otto vom Kloster Bergen Güter zu Waltersberg ein und errichtete für diese Güter in Waltersberg ein Kastenamt; laut einer Grundbeschreibung vom 21. Oktober 1744 gehörte zu diesem Kastenamt auch die Sippelmühle, auf der zu dieser Zeit der Müller Goetz saß. Die niedere Jurisdiktion lag beim kurpfalz-baierischen Pflegamt Holnstein, die Blutgerichtsbarkeit übte der Schultheiß zu Neumarkt aus.
Im Königreich Bayern wurde der Steuerdistrikt Großalfalterbach im Landkreis Neumarkt gebildet, dem auch die Sippelmühle zugeordnet war. Mit der Gemeindebildung um 1818/20 wurde die Ruralgemeinde Waltersberg geformt, bestehend aus dem Pfarrdorf Waltersberg, der Bäckermühle, der Kreismühle, der Labermühle, der Sippelmühle und dem Weiler Sternberg oberhalb der Mühle; um 1870 kam noch das Bahnwärterhaus Nr. 44 hinzu. Sämtliche Orte unterstanden der Patrimonialgerichtsbarkeit Holnstein bis 1848. Die Gemeinde kam am 9. Oktober 1827 vom Landgericht Neumarkt zum Landgericht und Rentamt Beilngries. 1836 heißt es im Repertorium des Atlasblattes Neumarkt, dass die Mühle zwei Mahlgänge und einen Schneidgang hat. Wie üblich, betrieb der Müller auch Landwirtschaft; so gehörten 1873 zur Mühle vier Pferde und 15 Stück Rindvieh.
Bei der Aufhebung des Landkreises Beilngries im Zuge der Gebietsreform in Bayern wurde die Gemeinde Waltersberg aufgelöst, und die Sippelmühle wurde am 1. Mai 1978 nach Deining im Landkreis Neumarkt in der Oberpfalz eingemeindet.
Im ehemaligen Mühlenanwesen (die drei Mühlräder wurden vor 1950 beseitigt, der Sägebetrieb wurde 1965 und der Mahlbetrieb 1970 aufgegeben) werden ein Landgasthof und ein Natur-Terrassen-Campingplatz mit einem von einer Quelle gespeisten Naturbadeweiher (nur für Campinggäste) betrieben.

### Einwohnerentwicklung
- 1830: 06 (1 Anwesen)[5]
- 1871: 11 (3 Gebäude)[7]
- 1900: 06 (1 Wohngebäude)[8]
- 1938: 03[9]
- 1950: 07 (1 Wohngebäude)[5]
- 1987: 12 (2 Wohngebäude, 2 Wohnungen)[10]
- 2017: 10 (3 Wohngebäude, 3 Wohnungen)
- 2018: 08 (3 Wohngebäude, 3 Wohnungen)

## Baudenkmäler
Als Baudenkmal gilt das ehemalige Mühlenhaus (jetzt Gastwirtschaft), ein zweigeschossiger Steildachbau mit Fachwerk aus der 1. Hälfte des 19. Jahrhunderts.

## Verkehrsanbindung
Die Sippelmühle ist von der Kreisstraße NM 13 her über eine Gemeindeverbindungsstraße zu erreichen, die von Waltersberg nach der Mühle hangaufwärts nach Sternberg und weiter nach Großalfalterbach führt, wo sie die Kreisstraße NM 22 erreicht.